# Брезовиця-при-Мирні
Брезовиця-при-Мирні (словен. Brezovica pri Mirni) — поселення в общині Мирна, регіон Південно-Східна Словенія, Словенія.